# Ogoulou
Ogoulou ist ein Departement in der Provinz Ngounié in Gabun und liegt im Südwesten des Landes. Das Departement hatte 2013 etwa 8400 Einwohner.

## Gliederung
- Mimongo